# اندیس خنج (باریت)
خنج (باریت) یک اندیس غیرفلزی است که در حوالی شهر اوردیب استان اصفهان قرار دارد و مادهٔ معدنی موجود در آن، باریت است.  